# Агітпоїзд
Агітпоїзд — один із мобільних засобів радянської пропаганди на початку 1920-их років. Поїзд спеціально облаштовувався обладнанням для агітаційно-масової і організаційної роботи РКП(б) та Радянської влади в роки Громадянської війни.
На території Росії діяли наступні агітпоїзди:
- «Жовтнева революція» — у червні 1921 року перебував у Сарапулі та Іжевську. На ньому працювали голова ВЦВК М. І. Калінін, заступник наркома внутрішніх справ М. Ф. Владимирський.

Агітпоїзд включав політвідділ, бюро скарг, інформаційний відділ, редакцію, друкарню, кіноустановку, книжковий магазин, радіостанцію. Членами агітколективів були працівники наркоматів, ВЦСПС, ЦК РКСМ, представники Вищої військової інспекції, Держконтролю, Спілки журналістів, Московської та Петроградської Рад бюро РОСТу. Учасники виступали з лекціями, проводили мітинги, брали участь у роботі місцевих партійних організацій та радянських органів влади. В умовах слабкого зв'язку Центру з місцями агітпоїзд був формою керівництва місцевими органами влади, засобом їх укріплення, працювали на мобілізацію сил і засобів на допомогу фронту.